# Lądowisko Giżycko-SPZOZ
Lądowisko Giżycko-SPZOZ – lądowisko sanitarne w Giżycku, w województwie warmińsko-mazurskim, przy ul. Warszawskiej 41. Przeznaczone jest do wykonywania startów i lądowań śmigłowców sanitarnych i ratowniczych w dzień i w nocy o dopuszczalnej masie startowej do 2900 kg.
Zarządzającym lądowiskiem jest Samodzielny Publiczny Zakład Opieki Zdrowotnej w Giżycku. W roku 2013 zostało wpisane do ewidencji lądowisk Urzędu Lotnictwa Cywilnego pod numerem 194
Koszt budowy lądowiska wyniósł 773 tys. zł.